# Јужни патуљасти хрчак
Јужни патуљасти хрчак (лат. Baiomys musculus, рус. Южный карликовый хомячок) је врста глодара из породице хрчкова (лат. Cricetidae).

## Распрострањење
Ареал врсте покрива средњи број држава. Присутна је у следећим државама: Никарагва, Мексико, Гватемала, Хондурас и Салвадор.

## Станиште
Станишта врсте су шуме, жбунаста вегетација и травна вегетација до 2.000 метара надморске висине.

## Угроженост
Ова врста је наведена као последња брига, јер има широко распрострањење и честа је врста.